# Abdelkader Lagab
Abdelkader Lagab (* 20. Jahrhundert) ist ein ehemaliger algerischer Radrennfahrer und nationaler Meister im Radsport.

## Sportliche Laufbahn
1975 wurde er Sieger in der Einerverfolgung bei den Mittelmeerspielen. Mit Abdelkader Reguigui, Messaoud Drareni und Tahar Lagab gewann er die nationale Meisterschaft im Mannschaftszeitfahren 1974. 1980 gewann er den Titel erneut. 1975 wurde er Dritter in der Mannschaftsverfolgung bei den Mittelmeerspielen. Im Straßenrennen der Afrikaspiele 1978 kam er auf den 9. Platz. Die Tunesien-Rundfahrt 1978 beendete er als 24. des Endklassements.
Die Internationale Friedensfahrt fuhr er 1979 und schied im Rennen aus.

## Berufliches
Nach seiner aktiven Laufbahn war er als Trainer und Sportdirektor im Mouloudia Club Algérois tätig.